# Салуццо ди Монезильо, Алессандро
Граф Алессандро Салуццо ди Монезильо (итал. Alessandro Saluzzo di Monesiglio; 12 октября 1775, Турин — 10 августа 1851, там же) — сардинский государственный и военный деятель.

## Биография
Принадлежал к одной из младших линий дома маркизов Салуццо. Сын генерала Джузеппе Анджело Салуццо, графа ди Монезильо, великого магистра артиллерии и основателя Туринской академии наук, и Марии Маргериты Джузеппы Джироламы Кассотти ди Казальграссо. Был старшим из пяти сыновей. Его брат Чезаре был ректором Туринского университета и президентом Туринской военной академии, а сестра Диодата — писательницей и поэтессой.
Получил домашнее образование. 22 ноября 1788 получил патент второго лейтенанта в Туринском провинциальном полку, своего рода  армейском резерве. Военное образование получил в Туринской артиллерийской и фортификационной школе. 17 февраля 1791 года он был переведен младшим лейтенантом в Монферратский полк. Участвовал в кампаниях против республиканской Франции (1793—1796), произведен в лейтенанты (3.05.1794). 14 апреля 1796  был взят в плен французами в битве при Дего.
Освободившись из плена, вернулся в свой полк; его батальон был включен в состав девятитысячного корпуса, направленного на французскую службу по условиям франко-сардинского мирного договора. В отличие от братьев Аннибале и Федерико не участвовал  в кампании 1799 года против австро-русских войск (в которой Федерико погиб). После изгнания французов из Пьемонта сардинская армия была восстановлена, Алессандро был произведен в капитаны и назначен в Генеральный штаб. Когда в 1800 году французы вернулись в Сардинию, он отказался от военной карьеры.
Как отец и братья Аннибале и Роберто, он сотрудничал наполеоновским режимом, занимая  с 1808 года должность администратора императорской средней школы в Турине и присоединившись к коллегии выборщиков департамента По. В 1812 году стал кавалером престижного имперского ордена Воссоединения.
В 1811 году представил на конкурс, объявленный Академией наук в 1810 году, сочинение «Histoire de la milice piémontaise et des guerres du Piémont depuis an 1536 jusqu'au 1747». В 1813 году был назначен наставником принца Кариньянского Карла Альберта.
В январе 1814 наполеоновский режим назначил Салуццо командовать третьей когортой Туринской городской национальной гвардии. В апреле австрийцы заняли Турин, где сформировали Регентский совет под председательством Филиппо Азинари, в котором Салуццо был секретарем. Спустя восемь дней этот совет был распущен королем Виктором Эмануилом I, опиравшимся на реакционеров. Салуццо вернулся в состав Генерального штаба, которому предстояла реорганизация. В 1815 году был произведен в подполковники.
В первые годы Реставрации Салуццо занимался отстаиванием прав Карла Альберта на престол Сардинии. При поддержке Азинари и Просперо Бальбо ему удалось добиться от Венского конгресса признания принца Кариньянского наследником престола, а также он убедил Виктора Эмануила принять принца при дворе и на военную службу.
В 1816—1820 годах был секретарем смешанной австро-сардинской комиссии разрабатывавшей планы совместной обороны. 12 мая 1817 в чине полковника был назначен командиром Королевского легкого легиона, воссозданного для усиления пограничного контроля. 23 марта 1819 года стал командиром королевских карабинеров, элитного гвардейского подразделения. 27 ноября 1820 Салуццо был произведен в генерал-майоры и занял должность первого государственного секретаря (военного и морского министра), что вызвало недовольство влиятельных генералов и Карла Альберта.
В 1818 году он опубликовал пять томов «Военной истории Пьемонта» (Histoire militaire du Piémont).
Восстание в марте 1821, которое Салуццо назвал «несчастным и преступным бредом нескольких безумцев» (le malheureux et criminel délire de quelques insensés), застало нового министра врасплох. 12 марта король Виктор Эммануил отрекся от престола, все его министры подали в отставку и покинули Турин. Салуццо укрылся в Савойе.
По окончании беспорядков, благодаря своему другу Джузеппе Антонио Пикконо делла Валле ди Моссо, де-факто министру иностранных дел, Салуццо получил от нового короля Карла Феликса, в целом прохладно к нему относившегося из-за близости к Кариньянскому дому, назначение чрезвычайным и полномочным послом в Россию. Там Салуццо оставался до июня 1825 года, когда состояние здоровья жены и, прежде всего, известие о том, что его недоброжелатель Родольф де Местр собирается стать первым официалом министерства иностранных дел, вынудили его уйти в отставку и удалиться в частную жизнь, которую он проводил между Турином и фамильным замком.
В 1831 году ставший королем Карл Альберт предложил Алессандро в награду за прежние услуги должности вице-короля Сардинии и президента университетов Турина и Генуи, от которых тот отказался, получив в сентябре посты государственного министра и президента секции внутренних дел Государственного совета.
В 1822 году был избран членом Туринской академии наук, а в 1838 году стал ее пожизненным президентом. В этом качестве участвовал в первом конгрессе итальянских ученых в 1839 году в Пизе и был избран генеральным президентом второго конгресса, который состоялся в Турине в сентябре 1840 года. По этому случаю выступил с речью, в которой, среди прочего, восхвалял, но в умеренных выражениях, «нашу общую родину», Италию, и выражал надежду, что конгрессы приведут к созданию «универсальной Академии».
После Туринского конгресса Салуццо был включен в состав различных академических организаций, действовавших в Италии и Европе. С началом либерально-национального поворота в политике Карла Альберта 3 апреля 1848 одним из первых был назначен в состав сената. При этом по неизвестным причинам его назначение было утверждено только 7 марта 1849. В течение 1849 года, и в особенности в 1850-м, он участвовал во многих дискуссиях, отстаивая консервативные позиции, в частности, твердо противодействовал отмене церковного суда.
В 1848 году был произведен в генерал-лейтенанты.

## Награды
- Орден Воссоединения (1812)
- Большой крест ордена Святых Маврикия и Лазаря (1833)
- Рыцарь ордена Аннунциаты (30.09 1840)
- Маврикианская медаль

Иностранные:
- Командор австрийского ордена Леопольда
- Большой крест греческого ордена Спасителя
- Рыцарь ордена Иоанна Иерусалимского

## Семья
Жена (23.08.1818): Тереза Мария Луиза Арборио Гаттинара из рода маркизов Бреме, дважды вдова